# Partido Comunista de Taiwan
O Partido Comunista de Taiwan (chinês: 台灣 共產黨 ou 臺灣 共產黨) é o primeiro partido político da República da China (Taiwan) que pode ser legalmente chamado de "comunista". Foi estabelecido em 20 de junho de 2008 na Xinhua, no mesmo dia em que os juízes do Tribunal Constitucional decidiram que o comunismo seria legal, porém o partido atuou ilegalmente de 1928 a 1931.
O fundador e presidente do partido, Wang Lao-yang (王老 養),tentava re-fundar legalmente o partido comunista desde 1994.
Diferente dos outros partidos Comunistas, este não segue o Marxismo-Leninismo, mas sim o Socialismo Democrático. Apesar do partido ser chamado "comunista", Wang falou que não entende completamente o Marxismo-Leninismo e só escolheu o nome porque atrairia mais interesse.    